# Rhee (Assen)
Rhee is een buurtschap gelegen ten noorden van de stad Assen in de provincie Drenthe (Nederland). Rhee behoort sinds de gemeentelijke herindeling in 1998 tot de gemeente Assen, daarvoor tot de toen nog bestaande gemeente Vries. Ten noorden van Rhee ligt de buurtschap Ubbena.

## Geschiedenis
Rhee ligt aan de uit de ijzertijd daterende Koningsweg, die liep van Balloo, via Loon, Peelo, Rhee, Zeijen naar Lieveren. Rhee is een gebied van hoge archeologische betekenis. Er zijn sporen van een raatakker aangetroffen. Ook zijn in het gebied vondsten gedaan, die zowel vanwege de hoeveelheid, als de samenstelling (aardewerk, baksteen, dakpannen, hutteleem, maalstenen) wijzen op bewoning. Mogelijk gaat het hier om de voorganger van het huidige gehucht Rhee. In de zuidoosthoek van het terrein is bovendien IJzertijd/Romeinse-tijd aardewerk aangetroffen. Er zijn sporen van bewoning uit het Neolithicum (5300 - 2000 vC), en mogelijk uit andere perioden.

Er is een omheinde nederzetting uit de Romeinse tijd aangetroffen.

In 1382 wordt Rhee genoemd in een oorkonde van Reinoud IV, heer van Coevorden, waarin hij goederen te Rhee overgedraagt aan het nonnenklooster te Assen Maria in Campis. Tot 1850 bestond Rhee uit 2 boerderijen.

## Picardthoeve
Aan de Dr. Johan Picardtweg 6 bevindt zich een gemeentelijk monument, de 'Picardthoeve', een hallehuisboerderij met krimp. De naam van de hoeve is ontleend aan Johan Picardt (1600 - 1670), predikant in Rolde en historicus, die zich daar in 1644 vestigde.

## Foto

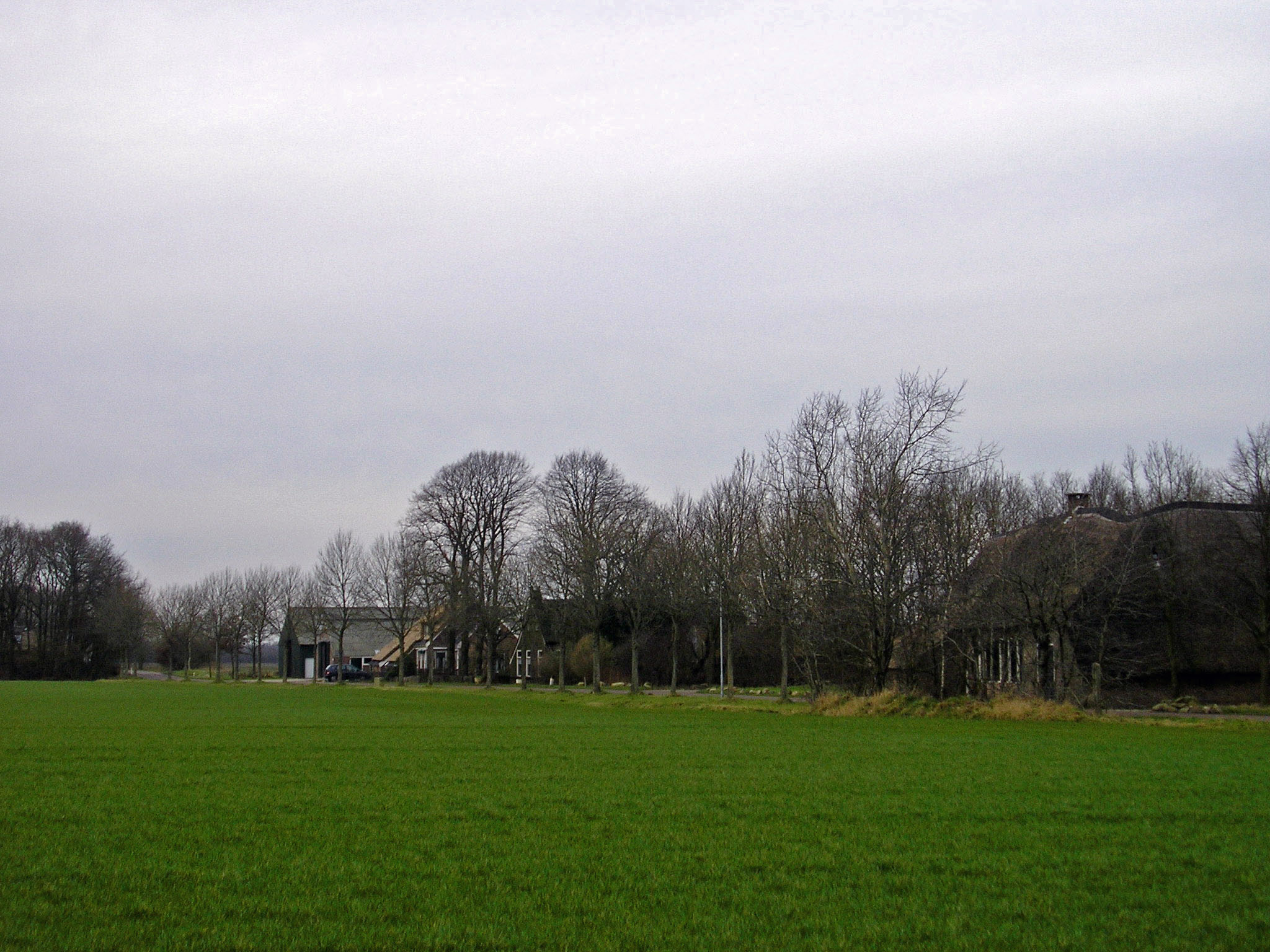
Zicht op Rhee